# Bianca Harabagiu
Bianca Elena Harabagiu (n. Tiron, 31 mai 1995, Iași) este o handbalistă română legitimată la clubul SCM Gloria Buzău. Harabagiu joacă pe postul de intermediar stânga.

## Carieră
Bianca Harabagiu a început să joace handbal la Liceul cu Program Sportiv Iași, avându-l ca antrenor pe Veniamin Lupan. În 2012, alături de LPS Iași, Harabagiu a cucerit titlul național la categoria Junioare I.
A fost convocată prima oară în lotul echipei România B pentru Trofeul Carpați, ediția din 2012, pe când avea doar 17 ani. În vara anului 2013, Bianca Harabagiu s-a transferat la echipa de senioare CSU Neptun Constanța, care evolua în Liga Națională. În vara anului 2014, ea a semnat un contract cu HCM Baia Mare. În ianuarie 2015, clubul băimărean a împrumutat-o până la sfârșitul sezonului la SCM Craiova, iar în sezonul următor la HC Dunărea Brăila. După disoluția lui HCM Baia Mare, în vara anului 2016, Harabagiu a continuat la clubul brăilean, iar în 2017, s-a transferat la Corona Brașov. La sfârșitul sezonului 2018-2019, după doi ani la clubul brașovean, Harabagiu a revenit la HC Dunărea Brăila. În 2021, ea s-a transferat la SCM Gloria Buzău.

## Palmares
- Liga Campionilor:
  - Grupe: 2015

- Liga Europeană:
  - Sfertfinalistă: 2021
  - Turul 3: 2022

- Cupa EHF:
  - Turul 3: 2017

- Liga Națională:
  - Medalie de argint: 2017

- Cupa României:
  -  Câștigătoare: 2021
  -  Medalie de bronz: 2015
  - Semifinalistă: 2016

- Supercupa României:
  -  Câștigătoare: 2014, 2021

- Campionatul Național de Junioare I
  - Câștigătoare: 2012

## Statistică goluri și pase de gol
Conform Federației Române de Handbal, Federației Europene de Handbal și Federației Internaționale de Handbal:
| Sezon                       | Echipă         | Goluri |
| --------------------------- | -------------- | ------ |
|                             |                |        |
| 2013-14                     |                |        |
| CSU Neptun Constanța        | 164            |        |
|                             |                |        |
| 2014-15                     |                |        |
| HCM Baia Mare / SCM Craiova | 29 / 108 (137) |        |
|                             |                |        |
| 2015-16                     |                |        |
| HC Dunărea Brăila           | 112            |        |
|                             |                |        |
| 2016-17                     |                |        |
| HC Dunărea Brăila           | 91             |        |
|                             |                |        |
| 2017-18                     |                |        |
| Corona Brașov               | 91             |        |
|                             |                |        |
| 2018-19                     |                |        |
| Corona Brașov               | 111            |        |
|                             |                |        |
| 2019-20                     |                |        |
| HC Dunărea Brăila           | 67             |        |
|                             |                |        |
| 2020-21                     |                |        |
| HC Dunărea Brăila           | 55             |        |
|                             |                |        |
| 2021-22                     |                |        |
| SCM Gloria Buzău            | 144            |        |

| Sezon                | Echipă | Goluri |
| -------------------- | ------ | ------ |
|                      |        |        |
| 2013-14              |        |        |
| CSU Neptun Constanța |        |        |
|                      |        |        |
| 2014-15              |        |        |
| SCM Craiova          | 26     |        |
|                      |        |        |
| 2015-16              |        |        |
| HC Dunărea Brăila    | 10     |        |
|                      |        |        |
| 2016-17              |        |        |
| HC Dunărea Brăila    | 9      |        |
|                      |        |        |
| 2017-18              |        |        |
| Corona Brașov        | 8      |        |
|                      |        |        |
| 2018-19              |        |        |
| Corona Brașov        | -      |        |
|                      |        |        |
| 2019-20              |        |        |
| HC Dunărea Brăila    | 7      |        |
|                      |        |        |
| 2020-21              |        |        |
| SCM Gloria Buzău     | 19     |        |
|                      |        |        |
| 2021-22              |        |        |
| SCM Gloria Buzău     | 20     |        |

| Sezon         | Echipă | Goluri |
| ------------- | ------ | ------ |
|               |        |        |
| 2013-14       |        |        |
| HCM Baia Mare | -      |        |

| Ediția           | Echipă | Goluri | Pase de gol |
| ---------------- | ------ | ------ | ----------- |
|                  |        |        |             |
| Muntenegru 2012  |        |        |             |
| România junioare | 20     | 6      |             |

| Ediția          | Echipă | Goluri | Pase de gol |
| --------------- | ------ | ------ | ----------- |
|                 |        |        |             |
| Danemarca 2013  |        |        |             |
| România tineret | 12     | 12     |             |

| Ediția          | Echipă | Goluri | Pase de gol |
| --------------- | ------ | ------ | ----------- |
|                 |        |        |             |
| Croația 2014    |        |        |             |
| România tineret | 25     | 3      |             |

| Sezon         | Echipă | Goluri |
| ------------- | ------ | ------ |
|               |        |        |
| 2014-15       |        |        |
| HCM Baia Mare | 5      |        |

| Sezon             | Echipă | Goluri |
| ----------------- | ------ | ------ |
|                   |        |        |
| 2020-21           |        |        |
| HC Dunărea Brăila | 23     |        |
|                   |        |        |
| 2021-22           |        |        |
| SCM Gloria Buzău  | 8      |        |

| Sezon             | Echipă | Goluri |
| ----------------- | ------ | ------ |
|                   |        |        |
| 2016-17           |        |        |
| HC Dunărea Brăila | 40     |        |